# 1897 en combiné nordique
| Années du combiné nordique : 1894 - 1895 - 1896 - 1897 - 1898 - 1899 - 1900    |
| Décennies du combiné nordique : 1860 - 1870 - 1880 - 1890 - 1900 - 1910 - 1920 |

Cette page reprend les résultats de combiné nordique de l'année 1897.

## Festival de ski d'Holmenkollen
1897 est l'année de la cinquième édition du festival de ski d'Holmenkollen, compétition organisée annuellement depuis 1892.
La course fut remportée par le norvégien Morten Hansen devant ses compatriotes Asbjørn Nilssen et Aksel Refstad.